# Marussia B1
La Marussia B1 est une voiture créée par le constructeur automobile russe Marussia Motors qui la désigne comme « la première supercar russe ». 
La B1 ne dépasse pas le stade de prototype, la société cessant son activité en avril 2014